# 無量壽經優波提舍
《無量壽經優波提舍》，又稱《無量壽經論》、《無量壽論》、《往生淨土論》、《淨土論》、《往生論》，世親菩薩造，元魏天竺三藏菩提流支譯 ，僧辯筆受，凡一卷。淨土宗要籍，净土五经一论之一，主要內容是以五念門修行，得生阿彌陀佛極樂國土。本論的梵文本已佚失，現僅存漢譯本。在唐代之後，此書傳入日本，但之後在中國失傳。清末又從日本傳回中國。

## 題名
無量壽即阿彌陀佛，亦表佛壽命無限之德。優波提舍為十二分教之一，是解釋經義之論。《宋藏》本等均列願生偈於偈頌之前。《高麗藏》本在題目下，題作《無量壽經優波提舍願生偈》。

## 內容
本論並不隨文註解《無量壽經》，而是以願生偈總攝無量壽修多羅章句，再以五念門的修行法門解釋此願生偈。全論所明，為如何念佛，如何發願往生，是以修行為主之論。
此願偈明何義？觀安樂世界，見阿彌陀佛，願生彼國土故。若善男子善女人。修五念門成就者。畢竟得生安樂國土，見彼阿彌陀佛。何等五念門。一者、禮拜門。二者、讚歎門。三者、作願門。四者、觀察門。五者、迴向門。

## 註解
此書在北魏譯出，曇鸞為此論作註，題為《無量壽論偈注解》（大藏經題作《無量壽經優婆提舍願生偈註》），又稱《淨土論註》、《往生論註》。現代註解有印順法師的《往生淨土論講記》。